# Ори (Француска)
Ори (фр. Auris) насеље је и општина у источној Француској у региону Рона-Алпи, у департману Изер која припада префектури Гренобл.
По подацима из 2011. године у општини је живело 204 становника, а густина насељености је износила 18,55 становника/km². Општина се простире на површини од 11 km². Налази се на средњој надморској висини од 1 240 метара (максималној 2.164 m, а минималној 720 m).

## Демографија
| 1962. | 1968. | 1975. | 1982. | 1990. | 1999. | 2011. |
| ----- | ----- | ----- | ----- | ----- | ----- | ----- |
| 173   | 144   | 129   | 229   | 206   | 215   | 204   |

График промене броја становника у току последњих година